# Bacchisa nigriventris
Bacchisa nigriventris är en skalbaggsart som först beskrevs av Thomson 1865.  Bacchisa nigriventris ingår i släktet Bacchisa och familjen långhorningar. Inga underarter finns listade.